# Mil Mi-12

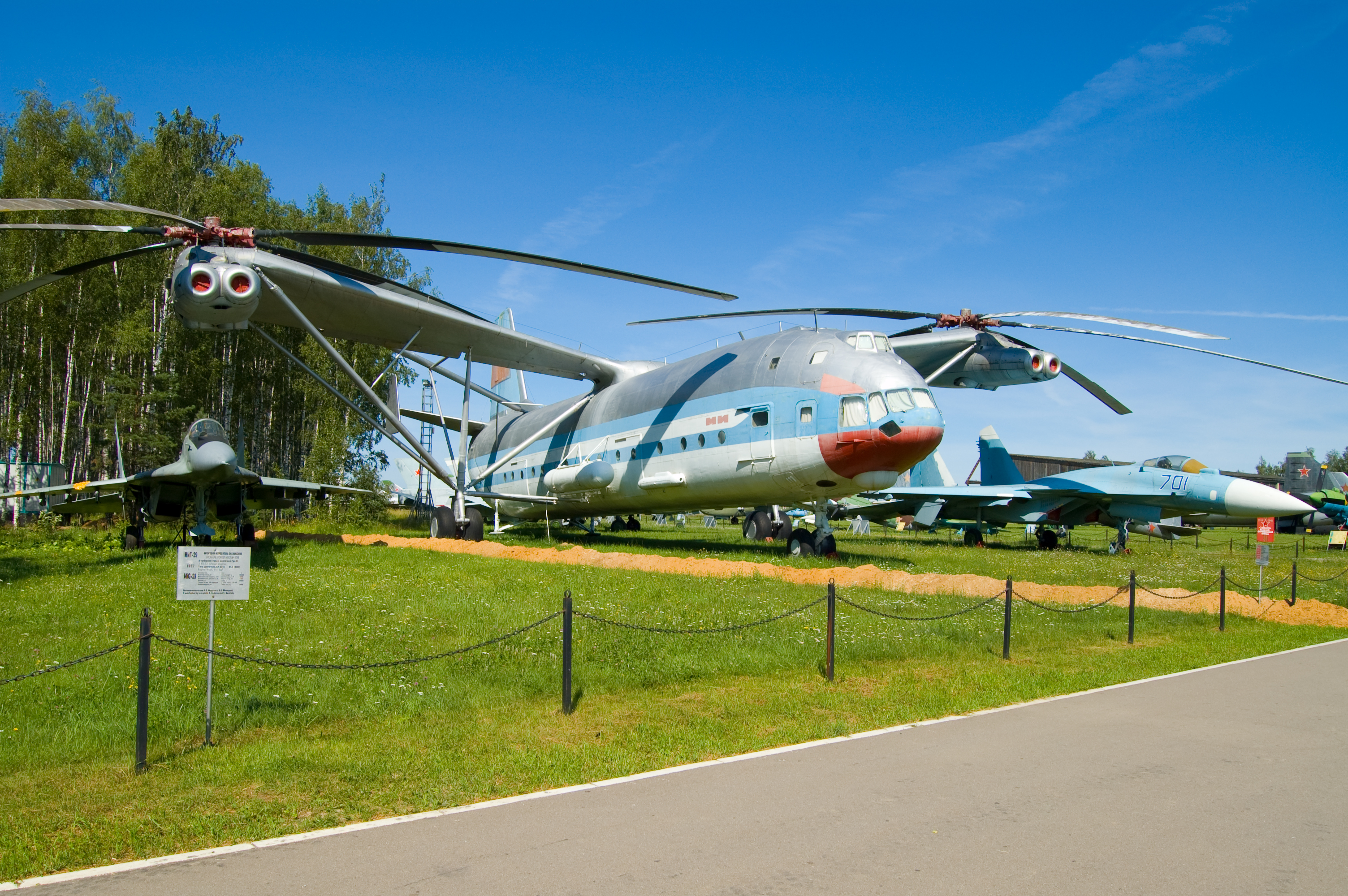
V-12.

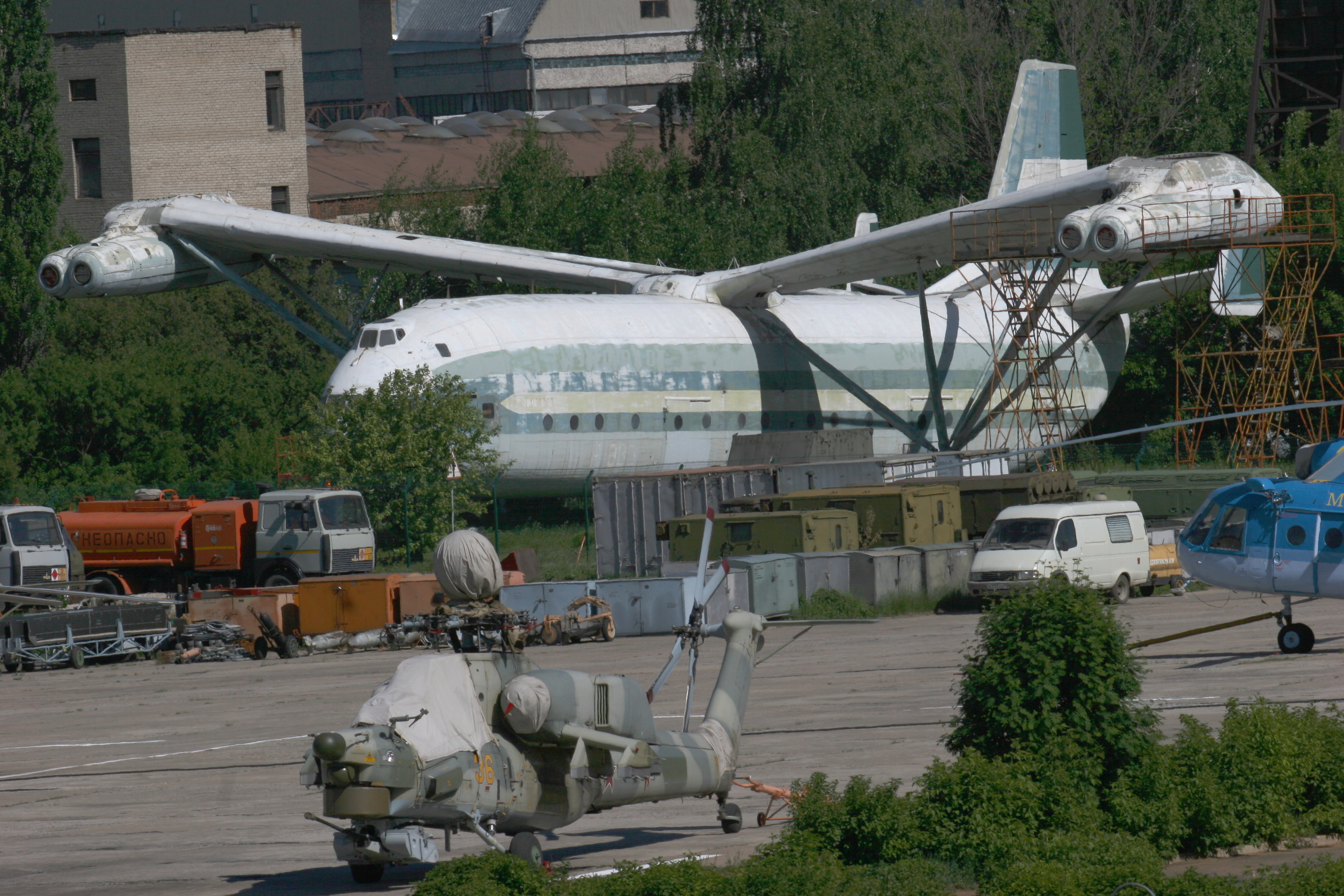
V-12 (vzadu) a Mi-28 (vepředu) ve vrtulníkovém závodu Panki-Tomilino.

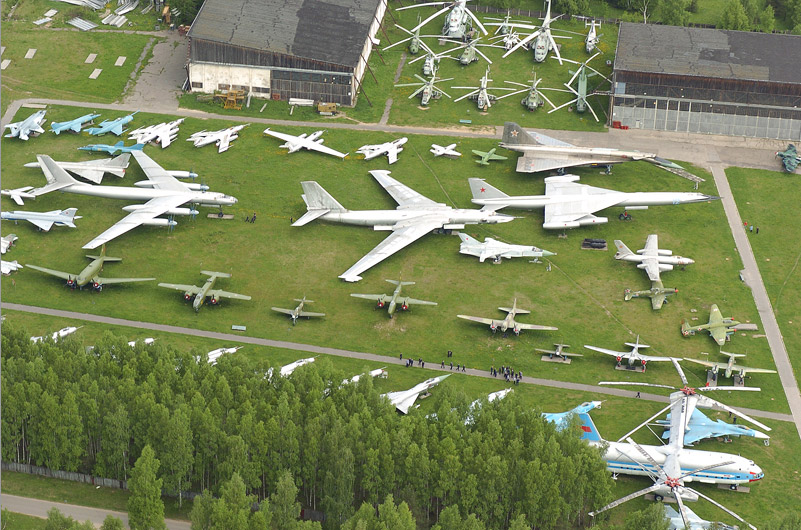
Ústřední muzeum vojenského letectva v Moninu. V-12 lze vidět v pravém dolním rohu fotografie.

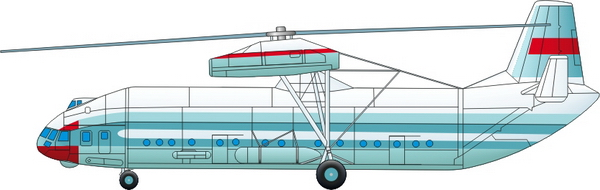
Ilustrace V-12.

Mil V-12, někdy označován jako Mil Mi-12 (v kódu NATO „Homer“) byl sovětský gigantický vrtulník z konce 60. let 20. století. Je dosud největším vrtulníkem, který byl kdy postaven. Označení Mi-12 mělo být určeno strojům sériové produkce, jelikož byly postaveny pouze 2 prototypy, označení Mi-12 není oficiální.

## Vývoj
Vývoj vrtulníku vznikl na základě potřeby těžkého vrtulníku schopného přepravy hlavních komponentů balistických raket a jejich umístění do raketových sil.
Stavba prototypu V-12 s požadavkem minimální nosnosti 30 000 kg byla zahájena roku 1965. Stroj vzlétl 10. července roku 1968. Další vývoj byl zaměřen na zvýšení nosnosti až k hranici 55 000 kg. Byl proto vyroben druhý prototyp, který 6. srpna 1969 překonal 5 světových rekordů a vytvořil nové, dodnes nepřekonané. Vyzvedl náklad o hmotnosti 40 204,5 kg do výše 2 255 m, což dosud žádný vrtulník nepřekonal.
Ve své době byl jediným vrtulníkem schopným nacházet vhodné geologické lokality a zároveň přepravovat a usazovat vrtné soupravy.[zdroj?] Sériová výroba tohoto stroje se však neuskutečnila, sovětské letectvo nepřijalo vrtulník pro závěrečné letové zkoušky z více důvodů. Hlavním z nich bylo to, že prvotní účel těchto strojů přestal existovat, nebylo již zapotřebí urychlené přepravy strategických balistických raket. Koncept vyzbrojování těmito raketami se změnil, neboť se některé z nich ukázaly býti neuspokojivými a byly vyřazeny. Z tohoto důvodu byla rovněž silně redukována výroba letadel Antonov An-22. Dalším důvodem byl nákladný vývoj a fakt, že přeprava těžkých břemen mohla být vykonávána vrtulníky Mil Mi-6 a později výkonnějšími Mil Mi-26.
Práce na V-12 byly zastaveny v roce 1974. První prototyp zůstal v Milově vrtulníkovém závodu v Panki-Tomilinu, druhý byl věnován Ústřednímu muzeu vojenského letectva v Moninu nedaleko Moskvy a je přístupný veřejnosti.

## Konstrukce
Mil V-12 má trup jako běžné dopravní letadlo včetně klasického uspořádání ocasních ploch. Křídla jsou lichoběžníkového tvaru a na levém i pravém křídle je na konci dvojice turbohřídelových motorů pohánějících dva protiběžné rotory. Pohonná jednotka i rotory byly převzaty z typu Mil Mi-6, u motorů byla vylepšením zvýšena jejich výkonnost. Podvozek je příďového typu, vzpěra křídel na každé straně nese zdvojené kolo hlavního podvozku. Příďový podvozek obsahuje také dvojici kol. Nákladový prostor má rozměry 28 m × 4,4 m × 4,4 m a může pojmout kontejnery, techniku (bagry, nákladní automobily, buldozery, atd.) nebo až 196 cestujících (v patřičné úpravě). Vzhledem k větší náročnosti složitého elektrického systému byla palubní posádka šestičlenná ve složení pilot, druhý pilot, letový inženýr, elektrotechnik, navigátor a radiooperátor.

## Specifikace
Data z knihy Jane's All The World's Aircraft 1975-76

### Technické údaje
- Posádka: 6 (pilot, druhý pilot, letový inženýr, elektrotechnik, navigátor, operátor rádia)
- Hmotnost nákladu:
  - VTOL: 25 000 kg
  - STOL: 30 000 kg (rekord 40 204,5 kg)
- Délka trupu: 37,00 m
- Průměr rotorů: 35,00 m
- Výška: 12,50 m
- Prázdná hmotnost: 60 000 kg
- Maximální vzletová hmotnost: 105 000 kg
- Pohonná jednotka: 4 × Solovjov D-25VF; 4 048 kW každý

### Výkony
- Maximální rychlost: 260 km/h
- Dostup: 3 500 m
- Dolet: 500 km